# 蒙自铁角蕨
蒙自铁角蕨（学名：Asplenium trapezoideum），为铁角蕨科铁角蕨属下的一个植物种。